# Sarah Frances Whiting
Sarah Frances Whiting né le 23 août 1847 et morte le 23 septembre 1927 est une physicienne et astronome américaine. Elle enseigne à plusieurs astronomes, dont Annie Jump Cannon.

## Biographie
Sarah Frances Whiting enseigne les mathématiques dans une école secondaire pour les filles à Brooklyn. Elle commence sa carrière comme professeure dans l'enseignement supérieur. 
Elle est diplômée de l'Ingham University (en) et devient la première professeur de physique du Wellesley College, un an après sa fondation.

## Distinctions
Le cratère vénusien Whiting a été nommé en son honneur.

## Publications
(mai 2021).
Elle est l'auteur d'articles d'astronomie populaire, dont :
- "Use of Graphs in Teaching Astronomy"[2] ;
- "Use of Drawings in Orthographic Projection and of Globes in Teaching Astronomy"[3] ;
- "Spectroscopic Work for Classes in Astronomy"[4] :
- "The Use of Photographs in Teaching Astronomy"[5] ;
- "Partial Solar Eclipse, June 28, 1908"[6] ;
- Solar Halos[7] ;
- "A Pedagogical Suggestion for Teachers of Astronomy"[8] ;
- "Priceless Accessions to Whitin Observatory Wellesley College"[9] ;
- "The Tulse Hill observatory diaries (abstract)" [10] ;
- "The Tulse Hill observatory diaries"[11].

Elle a également rédigé la chronique nécrologique de Margaret Lindsay Huggins, "Lady Huggins".